# Gregory Corso
Gregory Corso, född 26 mars 1930 i New York, död 17 januari 2001 i Robbinsdale i Minnesota, var en amerikansk poet och tillsammans med bland andra Jack Kerouac, Allen Ginsberg och William Burroughs en av ledarfigurerna i den så kallade beatgenerationen. Han publicerade 13 diktsamlingar, två dramer och flera samarbetsprojekt. Han översattes till svenska första gången 1960 av Reidar Ekner i diktantologin Helgon & Hetsporrar. Någon enskild volym av hans verk är däremot inte utgiven i Sverige (2023).

## Biografi
Gregory Corso var, likt många andra beatpoeter, känd för sina uppläsningar. Jämfört med Kerouac och Ginsberg ansågs han vara både mindre politisk och karismatisk, men ofta mer chockerande. Trots detta menar litteraturhistorikern Ann Douglas att många av hans dikter innehåller en tydlig samhällskritik, av bland annat äktenskapet som institution. Dessutom kom han att bli en förebild för nästa generations feminister.
Corsos föräldrar var båda tonåringar när han föddes, och skildes åt tidigt. Deras son bodde i flera olika fosterhem och ungdomsfängelser. High school gick han aldrig. Sin litterära bildning – med författare som Christopher Marlowe, Percy Bysshe Shelley, Dostojevskij och Stendhal – fick han i fängelse. Han konstaterade senare, att han där fick kännedom om mänsklighetens såväl bästa som sämsta sidor. 
1950 lärde han känna Allen Ginsberg i Greenwich Village. Ginsberg gjorde honom intresserad av Walt Whitman och surrealism. 1954-1955 publicerades hans första dikter i tidskriften Harvard Advocate och pjäsen In This Hung-Up Age sattes upp av studenter vid Harvard. 1956 flyttade han till San Francisco, vid det laget betraktad som en viktig beatpoet. Tillsammans med Ginsberg skrev han manifestet The Literary Revolution in America.
Båda skulle återfinnas bland de 14 poeter som Reidar Ekner presenterade i sin diktantologi Helgon & Hetsporrar (1960), där Corso är den som får sätta prägel på boken genom att inleda med fyra dikter, varav tre ur hans andra diktsamling Gasoline (1958) och en ur The Happy Birthday of Death (1960).
Corso fick en gång frågan varför det var så få kvinnor i beatrörelsen. Han svarade:
| ”                                                       | Varför fanns det så få kvinnor bland beatförfattarna? och [Gregory] Corso, med ens ytterst allvarlig, lutar sig framåt och säger: Det fanns kvinnor, de fanns där, jag kände dem, deras familjer såg till att de blev omhändertagna på vårdinrättningar, de fick elchocker. Var du man på 50–talet kunde du vara rebell, men om du var kvinna kunde familjerna få dig inspärrad. Detta förekom, jag kände dem, en dag kommer någon att skriva om dem. | „ |
| – Från Naropa Institute tribute to Ginsberg, juli 1994. | |   |

Den gamla Protestantiska kyrkogården i Rom var stängd för nya begravningar från mitten av 1900-talet, men ett undantag gjordes våren 2001, då Corso på begäran begravdes här vid foten av den beundrade kollegan Shelleys grav. Corso var katolik, men ett undantag gjordes även för detta. Ingraverat på hans liggande sten finns en dikt av honom själv:
| Spirit is Life it flows thru the death of me endlessly like a river unafraid of becoming the sea | Ande är Liv den flyter genom min död oändligt som en flod utan fruktan för att bli havet |